# Simonette River
Der Simonette River ist ein etwa 300 km langer rechter Nebenfluss des Smoky River in der kanadischen Provinz Alberta.

## Flusslauf
Der Fluss entspringt am Fuße der Kanadischen Rocky Mountains, etwa 30 km östlich von Grande Cache. Er fließt in überwiegend nordnordöstlicher Richtung durch Alberta. Später wendet sich der Simonette River nach Nordnordost und mündet schließlich rechtsseitig in den Smoky River. Das Einzugsgebiet des Simonette River umfasst mehr etwa 5160 km² und grenzt im Westen an das des Smoky River und im Osten an das des Little Smoky River. Größter Nebenfluss des Simonette River ist der Latornell River.

## Hydrologie
Der mittlere Abfluss (MQ) am Pegel bei Goodwin, 7 km oberhalb der Mündung, beträgt 24,6 m³/s. Im Mai tritt der höchste mittlere monatliche Abfluss auf mit 69,6 m³/s.